# The Death of Major Peirson, 6 January 1781
The Death of Major Peirson, 6 January 1781 est une peinture à l'huile de John Singleton Copley réalisée en 1783. Elle dépeint la mort du major Francis Peirson (en) à la bataille de Jersey le 6 janvier 1781, pendant la guerre d'indépendance des États-Unis.